# کالیلو ترائوره
کالیلو ترائوره (انگلیسی: Kalilou Traoré؛ زادهٔ ۹ سپتامبر ۱۹۸۷) بازیکن فوتبال اهل مالی بود.
از باشگاه‌هایی که در آن بازی کرده است می‌توان به باشگاه فوتبال سوشو، باشگاه فوتبال ادنسه، باشگاه فوتبال حسینیه اکادیر، باشگاه فوتبال الوداد کازابلانکا، و باشگاه فوتبال ایسترا ۱۹۶۱ اشاره کرد.
وی همچنین در تیم ملی فوتبال مالی بازی کرده است.